# Mount Ochre
Mount Ochre är ett berg i Antarktis. Det ligger i Östantarktis. Nya Zeeland gör anspråk på området. Toppen på Mount Ochre är 823 meter över havet, eller 13 meter över den omgivande terrängen. Bredden vid basen är 0,76 km.
Terrängen runt Mount Ochre är varierad. Trakten är obefolkad. Det finns inga samhällen i närheten.